# Stephania merrillii
Stephania merrillii là một loài thực vật có hoa trong họ Biển bức cát. Loài này được Diels miêu tả khoa học đầu tiên năm 1910.